# Karl Heussi

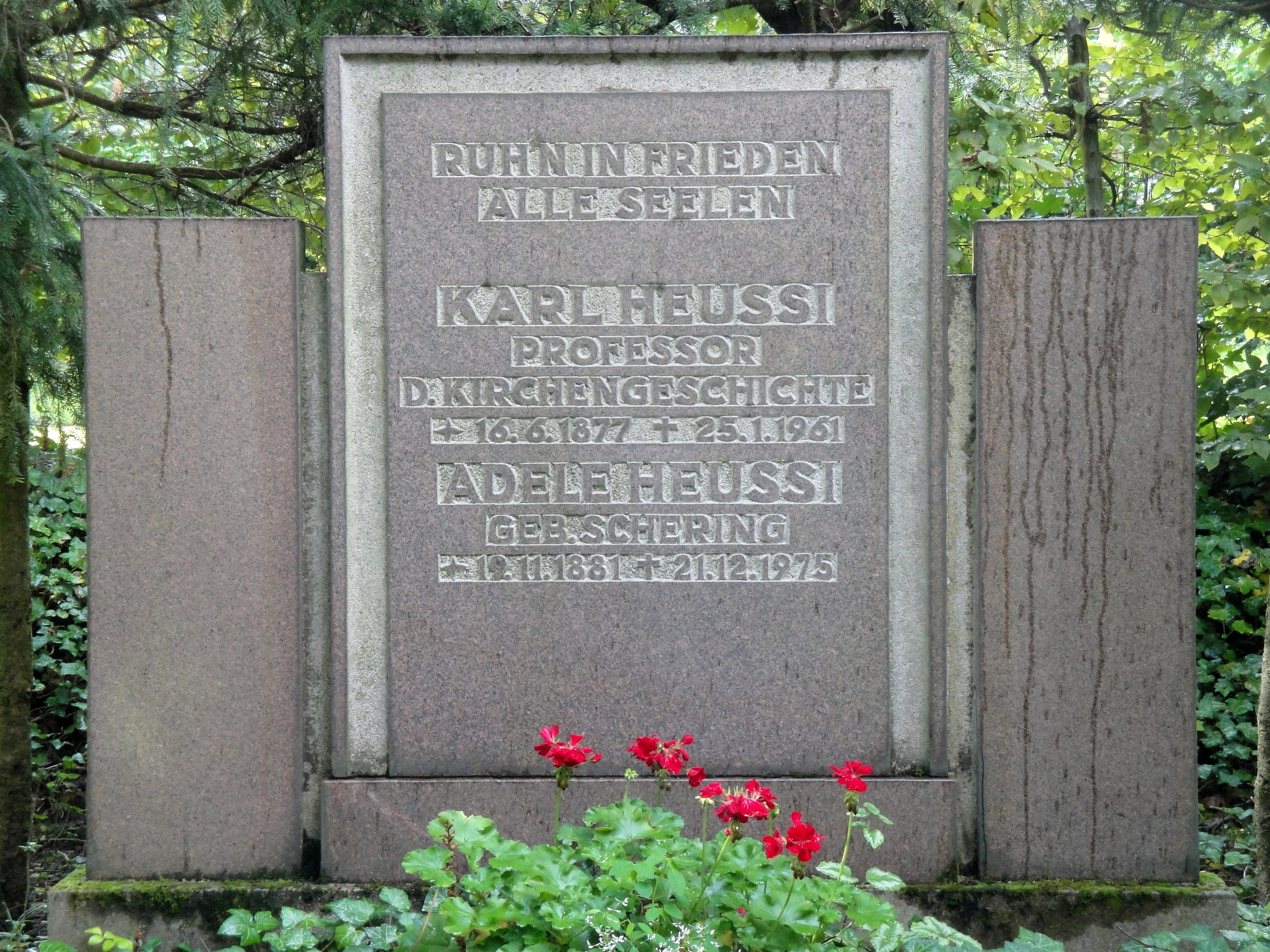
Grav i Jena

Karl Heussi, född 16 juni 1877, död 25 januari 1961, var en tysk teolog.
Heussi blev professor i kyrkohistoria i Jena 1924. Han utgav bland annat Kompendium der Kirchengeschichte (1907-09) och Altertum, Mittelalter und Neuzeit in der Kirchengeschichte (1921, svensk översättning 1923).